# Serie Final de la Liga Dominicana de Baloncesto 2005
La Serie Final de la Liga Dominicana de Baloncesto 2005 fue la serie definitiva para la Liga Dominicana de Baloncesto 2005. La serie se disputó del 16 al 24 de agosto de 2005. Los Reales de La Vega derrotaron a los Panteras del Distrito Nacional 4 partidos a 2, logrando el primer campeonato de la liga. Jorge Almanzar fue elegido como Jugador Más Valioso de la Serie Final.

## Trayectoria hasta la Serie Final
Estos son los resultados de ambos equipos desde el comienzo de la temporada:
| Equipo                         | Serie regular        | Semifinales                                              |
| ------------------------------ | -------------------- | -------------------------------------------------------- |
| Reales de La Vega              | 13-8 (2º de la liga) | Derrotaron a los Indios de San Francisco de Macorís, 3-2 |
| Panteras del Distrito Nacional | 13-8 (1º de la liga) | Derrotaron a los Marineros de Puerto Plata, 3-2          |

## Serie Final

### Partido 1
| Fecha                |                                | Resultado |                   | Lugar                                                 |
| -------------------- | ------------------------------ | --------- | ----------------- | ----------------------------------------------------- |
| 16 de agosto de 2005 | Panteras del Distrito Nacional | 62 - 84   | Reales de La Vega | Polideportivo Tony Barreiro de la UASD, Santo Domingo |

En el primer partido de la serie final, los Reales derrotaron por una amplia ventaja a los Panteras en el Polideportivo Tony Barreiro de la UASD, Santo Domingo. Los Reales tomaron la iniciativa desde el inicio del partido tras finalizar el primer parcial por 23-14. Por los Reales, Jorge Almanzar anotó 19 puntos, Terrence Shannon logró 18 y Kevin Melson 15 con 7 rebotes. Por los Panteras, Carlos Wheeler registró 15 puntos, César Rosario logró 13, Edmunds Saunders anotó 10 puntos y capturó 12 rebotes, y Manuel Guzmán anotó 10 puntos.

### Partido 2
| Fecha                |                                | Resultado |                   | Lugar                                                 |
| -------------------- | ------------------------------ | --------- | ----------------- | ----------------------------------------------------- |
| 17 de agosto de 2005 | Panteras del Distrito Nacional | 73 - 64   | Reales de La Vega | Polideportivo Tony Barreiro de la UASD, Santo Domingo |

En el segundo partido de la serie, los Panteras vencieron a los Reales por 73-64 para empatar la serie 1-1. En la primera mitad, los Panteras dominaron el marcador por 32-30. Durante el tercer cuarto, los Reales llegaron a liderar el partido por 9 puntos cuando a mitad del cuarto lograron poner el marcador a su favor por 47-38. Sin embargo, perdieron la ventaja antes de terminar el tercer parcial cuando Manuel Fortuna puso el partido por 49-47 a favor de los Panteras. Por los Panteras, Carlos Wheeler registró 20 puntos y Josue Abreu logró 13. Por los Reales, Kevin Melson lideró el partido con 22 puntos, mientras que Jorge Almanzar logró 14 puntos.

### Partido 3
| Fecha                |                   | Resultado |                                | Lugar                                            |
| -------------------- | ----------------- | --------- | ------------------------------ | ------------------------------------------------ |
| 19 de agosto de 2005 | Reales de La Vega | 89 - 73   | Panteras del Distrito Nacional | Palacio de los Deportes Fernando Teruel, La Vega |

Los Reales lograron derrotar a los Panteras en el tercer juego de la serie para liderar la serie final 2-1. El equipo de La Vega, comenzó muy bien el partido con un resultado de 27-18 al finalizar el primer periodo. A la conclusión de la primera mitad, el partido esta a favor de los veganos con una ventaja de 19 puntos tras finalizar la mitad con un marcador de 51-32. Los Reales aprovecharon el juego errático de los Panteras, quienes bajaron su intensidad al acercarse el final del partido. Al final del tercer periodo, los Reales llegaron a liderar el partido por 23 puntos, quienes ganaron el partido con un resultado de 89 por 73.
Por los ganadores, los refuerzos Kevin Melson y Terrence Shannon dominaron las acciones debajo de los tableros y se combinaron para encestar 19 y 20 puntos, respectivamente para dirigir la ofensiva del equipo local. Jorge Almanzar agregó 15 puntos, mientras que William Gómez y Javier Vásquez lograron 10 puntos cada uno. Por los del Distrito Nacional, Wilkin Bonilla registró 16 puntos, Manuel Fortuna y Carlos Wheeler registraron 15 cada uno.

### Partido 4
| Fecha                |                   | Resultado |                                | Lugar                                            |
| -------------------- | ----------------- | --------- | ------------------------------ | ------------------------------------------------ |
| 21 de agosto de 2005 | Reales de La Vega | 90 - 96   | Panteras del Distrito Nacional | Palacio de los Deportes Fernando Teruel, La Vega |

Los Panteras derrotaron a los Reales en el cuarto encuentro de la serie con un resultado de 96-90, logrando empatar la serie 2 partidos a 2. La Vega dominó el inicio del encuentro tras terminar el primer periodo con un resultado de 26-18 a favor de los veganos, pero los Panteras lograron acercar el marcador a dos puntos con un resultado de 42-40 al concluir la primera parte del juego. El tercer cuarto del partido, fue de intensidad absoluta ya que la ventaja tras finalizar el periodo fue de un punto con un resultado de 63-62 a favor de los Panteras. En el último periodo, Josué Abreu salió desde de la banca para anotar 12 de sus 14 puntos para guiar a los Panteras al triunfo.
Carlos Wheeler de los Panteras, lideró el equipo con 19 puntos, Abreu quien fue clave en el último cuarto logró 14 puntos. Hansel Salvador también logró encestar 14 puntos, mientras que Edmund Saunders y Manuel Fortuna lograron 13 y 8 puntos, respectivamente. Kevin Melson de los Reales, fue el líder del partido con 21 puntos (16 puntos en la segunda mitad). Jorge Almánzar le secundó con 19 puntos, mientras que Terrence Shannon y William Gómez registraron 18 y 14 puntos, respectivamente.

### Partido 5
| Fecha                |                                | Resultado |                   | Lugar                                                 |
| -------------------- | ------------------------------ | --------- | ----------------- | ----------------------------------------------------- |
| 23 de agosto de 2005 | Panteras del Distrito Nacional | 61 - 82   | Reales de La Vega | Polideportivo Tony Barreiro de la UASD, Santo Domingo |

En el quinto partido de la serie final, los Reales derrotaron con comodidad a los Panteras con un resultado de 82 por 61, colocando a los Reales a un partido del campeonato. Los Reales tuvieron el dominio del partido durante todo el encuentro tras comenzar ganando el primer parcial con un resultado de 20-13, terminaron dominando la primera mitad 41 por 28 una ventaja que mantuvieron durante el resto del partido.
Jorge Almánzar de los Reales, lideró el partido con 22 puntos, William Gómez y Terrence Shannon lograron registrar 14 y 10 puntos, respectivamente. Manuel Fortuna encabezó la ofensiva de los derrotados con 15 puntos, mientras que Carlos Wheeler y Manuel Guzmán anotaron 13 puntos cada uno.

### Partido 6
| Fecha                |                   | Resultado |                                | Lugar                                            |
| -------------------- | ----------------- | --------- | ------------------------------ | ------------------------------------------------ |
| 24 de agosto de 2005 | Reales de La Vega | 80 - 74   | Panteras del Distrito Nacional | Palacio de los Deportes Fernando Teruel, La Vega |

La serie final regresó a la La Vega para el sexto encuentro de la serie. El primer cuarto del partido lo ganaron los del Distrito Nacional con un resultado de 22-17; sin embargo, los Reales dominaron ambos lados de la cancha en el segundo parcial y terminaron ganando el periodo 20 a 16, para concluir la primera mitad de partido con el marcador 37 a 38 a favor de los Panteras. En el tercer periodo, los Panteras tomaron el control del partido tras finalizar el cuarto 20 a 17 con el resultado general de 58-54 a su favor. Pero los Reales fueron mejores en el último cuarto y concluyeron el partido con un resultado de 80-74, ganando la serie final y convirtiéndose en los primeros campeones de la Liga Dominicana de Baloncesto.
Por el equipo campeón, Terrence Shannon hizo la mejor actuación del partido tras lograr 21 puntos y 12 rebotes, mientras que Jorge Almánzar quien también terminó con 21 puntos fue elegido jugador más valioso de la serie final por su gran desempeño durante la serie final. Mientras que por el equipo subcampeón, Carlos Wheeler quien fue un gran jugador durante la serie terminó con 17 puntos, Josué Abreu y Edmund Sanders lograron 13 puntos cada uno.

## Roster del equipo campeón
| Reales de La Vega         | Reales de La Vega | Reales de La Vega    | Reales de La Vega      |
| #                         | Nombre            | Nacionalidad         | Posición               |
| ------------------------- | ----------------- | -------------------- | ---------------------- |
| 15                        | Jorge Almánzar    | República Dominicana | Delantero (3)          |
| 4                         | Luis Chávez       | República Dominicana | Armador (1)            |
| 7                         | William Gómez     | República Dominicana | Delantero (3)          |
| 11                        | Darwin Guerrero   | República Dominicana | -                      |
| 14                        | Alexander López   | República Dominicana | -                      |
| 23                        | Edgar Lugo        | República Dominicana | Armador (1)            |
| 5                         | Kevin Melson      | Estados Unidos       | Delantero de poder (4) |
| 34                        | Terrence Shannon  | Estados Unidos       | Delantero (3)          |
| 18                        | Renzo Vargas      | República Dominicana | Delantero de poder (4) |
| 9                         | Javier Vásquez    | República Dominicana | Delantero (3)          |
| Dirigente: José Diloné    |                   |                      |                        |
| Asistente: Oscaly Moronta |                   |                      |                        |